# Trnovany
Trnovany (deutsch Trnowan) ist eine Gemeinde in Tschechien. Sie liegt vier Kilometer östlich des Stadtzentrums von Litoměřice und gehört zum Okres Litoměřice.

## Geographie
Das Dorf befindet sich rechts des Elbtal im Böhmischen Mittelgebirge. Nördlich erhebt sich der Bílá hora (282 m), im Südwesten der Křemín (244 m) und im Süden an der Elbe liegen die Schanzanlagen der Festung Theresienstadt. Das Zentrum des Ortes bildet der Dorfteich.
Nachbarorte sind Podviní und Maškovice im Norden, Ploskovice und Býčkovice im Nordosten, Luční Mlýn und Velký Újezd im Osten, Zahořany und Třeboutice im Südosten, České Kopisty im Süden, Litoměřice im Westen sowie Žitenice im Nordwesten.

## Geschichte
Erstmals urkundlich erwähnt wurde Trnovany im Jahre 1057 bei der Gründung des Domkapitel St. Stefan in Litoměřice durch Herzog Spytihněv II. Das Dorf lag an einem Verbindungsweg zwischen Litoměřice und Úštěk. Vratislav II. machte Trnovany dem Kloster auf dem Vyšehrad zum Geschenk, das es von seinen Gütern in Žitenice mitverwaltete. Im 15. Jahrhundert erwarb die Leitmeritzer Patrizierfamilie Trnovanský Teile des Ortes. Nach den Hussitenkriegen besaß das Adelsgeschlecht von Roupov die vormals Vyšehrader Anteile. Die Roupov errichteten eine Feste und bauten den Ort zum Adelssitz aus.
Nach der Schlacht am Weißen Berg eignete sich das Domkapitel die Ländereien der Trnovanský an. Der Besitz von Wenzel Wilhelm von Roupov wurde konfisziert und an Wolf Illburg von Wresowitz überlassen, der das Dorf an Albrecht von Waldstein weiterreichte. Nach der Ermordung Waldsteins erfolgte eine erneute Beschlagnahme und anschließend kam Trnovany zur benachbarten Herrschaft Ploschkowitz hinzu. Die alte Feste wurde zum Getreidespeicher umfunktioniert, der 1780 wegen Baufälligkeit abgetragen wurde.
Während des Dreißigjährigen Krieges wurde die gesamte Herrschaft Trnovany verwüstet. Das nördlich gelegene Dorf Poschka, wie auch Pirnay im Süden wurden nie wieder besiedelt. Im Jahre 1808 vernichtete ein verheerender Brand das gesamte Dorf. Nach dem Wiederaufbau bewohnten im Jahre 1833 133 Menschen die wiederaufgebauten 30 Häuser. Trnowan war ein bekannter Weinbauort, dessen Weine bis nach Prag geliefert wurden. Aus diesem Grunde wurde der Weinberg auch als Prager Garten bezeichnet. Daneben spielte der Obstbau eine große Rolle, traditionell war in Trnowan der Linsenanbau.
Nach 1850 wurde die an der alten Leitmeritzer Straße gelegene Einschicht Giehof abgetragen.

## Ortsgliederung
Die Gemeinde Trnovany besteht aus den Ortsteilen Podviní (Podiwin) und Trnovany (Trnowan).

## Sehenswürdigkeiten
- Blockhäuser
- Kapelle in Podviní